# Tomislav Farkaš
Tomislav Farkaš (4. listopada 1971.) je bivši hrvatski rukometaš. 
Nastupao je za Medveščak i Zagreb.
Igrao je za hrvatsku reprezentaciju s kojom je 1995. na svjetskom prvenstvu osvojio srebro.